# هایپرناترمی

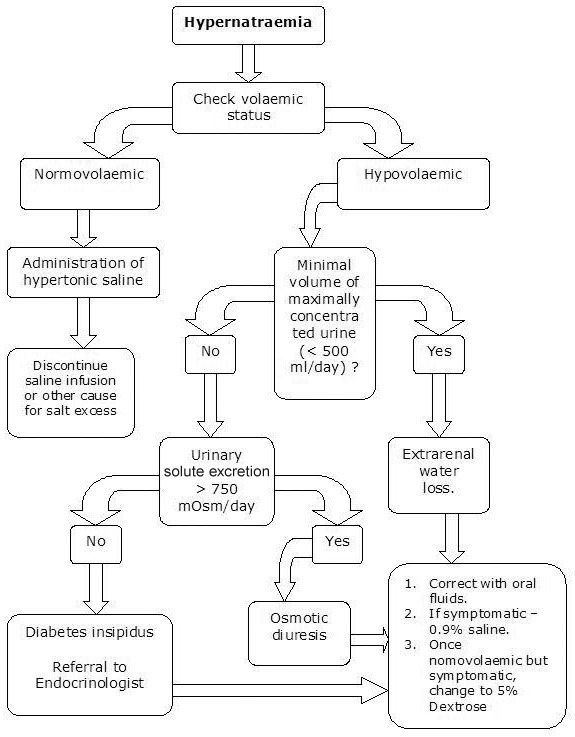
مدیریت هایپرناترمی

منظور از هایپرناترمی افزایش سطح خونی یون سدیم در بدن است. میزان طبیعی سدیم خون 135-145 mEq/L است که افزایش آن را هایپرناترمی می‌خوانند.

## علل هایپرناترمی
افزایش سدیم می‌تواند بخاطر دهیدراسیون (کاهش آب بدن)، افزایش آلدسترون خون (سندروم conn)، اسهال و استفراغ شدید، نارسایی احتقانی قلب، افزایش کورتیزول خون (سندروم کوشینگ)، نارسایی کبدی، تزریق IV مایع هیپرتونیک (مثل تزریق سرم نمکی)، رژیم پر سدیم و … باشد. سایر علل آن دیورز اسموتیک ثانویه به هیپرگلیسمی، ازوتمی یا داروها (مانند مواد حاجب، مانیتول و غیره)، یا دیابت بی‌مزه (DI) سانترال یا نفروژنیک می‌باشد.

## علائم هایپرناترمی
لتارژی، خستگی، تحریک پذیری، تشنج و کما است.

## درمان هایپرناترمی
ساده‌ترین راه نوشیدن آب ساده یا تجویز وریدی مایعات هیپوتونیک است.